# Asienspiele/Billard
Billard war von 1998 bis 2010 Bestandteil der Asienspiele. Dabei wurden insgesamt 40 Wettbewerbe in sieben Disziplinen ausgetragen.

## Medaillengewinner

### Herren

#### Dreiband Einzel
| Jahr | Austragungsort | Gold            | Silber        | Bronze                   |
| ---- | -------------- | --------------- | ------------- | ------------------------ |
| 1998 | Bangkok        | Akio Shimada    | Ryūji Umeda   | Kim Jung-kyu             |
| 2002 | Busan          | Hwang Deuk-hee  | Lee Sang-chun | Akio Shimada             |
| 2006 | Doha           | Ryūji Umeda     | Dương Anh Vũ  | Kim Kyung-roul           |
| 2010 | Guangzhou      | Tsuyoshi Suzuki | Joji Kai      | Dương Anh Vũ Lý Thế Vinh |

#### Freie Partie Einzel
| Jahr | Austragungsort | Gold          | Silber          | Bronze            |
| ---- | -------------- | ------------- | --------------- | ----------------- |
| 2002 | Busan          | Trần Đình Hòa | Dương Hoàng Anh | Nobuaki Kobayashi |

#### English Billiards Einzel
| Jahr | Austragungsort | Gold                  | Silber          | Bronze                  |
| ---- | -------------- | --------------------- | --------------- | ----------------------- |
| 1998 | Bangkok        | Ashok Shandilya       | Geet Sethi      | Paprut Chaithanasakun   |
| 2002 | Busan          | Paprut Chaithanasakun | Kyaw Oo         | Geet Sethi              |
| 2006 | Doha           | Pankaj Advani         | Ashok Shandilya | Peter Gilchrist         |
| 2010 | Guangzhou      | Pankaj Advani         | Nay Thway Oo    | Kyaw Oo Peter Gilchrist |

#### English Billiards Doppel
| Jahr | Austragungsort | Gold                                      | Silber                                    | Bronze                             |
| ---- | -------------- | ----------------------------------------- | ----------------------------------------- | ---------------------------------- |
| 1998 | Bangkok        | Geet Sethi Ashok Shandilya                | Paprut Chaithanasakun Mongkhon Kanfaklang | Devendra Joshi Balachandra Bhaskar |
| 2002 | Busan          | Paprut Chaithanasakun Mongkhon Kanfaklang | Geet Sethi Alok Kumar                     | Aung San Oo Kyaw Oo                |
| 2006 | Doha           | Paprut Chaithanasakun Udon Khaimuk        | Aung San Oo Kyaw Oo                       | Geet Sethi Ashok Shandilya         |

#### 8-Ball Einzel
| Jahr | Austragungsort | Gold             | Silber           | Bronze                    |
| ---- | -------------- | ---------------- | ---------------- | ------------------------- |
| 1998 | Bangkok        | Chao Fong-Pang   | Tan Tiong Boon   | Kunihiko Takahashi        |
| 2002 | Busan          | Hsia Hui-kai     | Huang Kun-chang  | Efren Reyes               |
| 2006 | Doha           | Satoshi Kawabata | Antonio Gabica   | Huang Kun-chang           |
| 2010 | Guangzhou      | Kuo Po-Cheng     | Ibrahim Bin Amir | Irsal Nasution Alok Kumar |

#### 8-Ball Doppel
| Jahr | Austragungsort | Gold                           | Silber                         | Bronze                              |
| ---- | -------------- | ------------------------------ | ------------------------------ | ----------------------------------- |
| 1998 | Bangkok        | Lai Chia-hsiung Chang Hao-ping | Yang Ching-shun Chao Fong-Pang | Kunihiko Takahashi Satoshi Kawabata |

#### 9-Ball Einzel
| Jahr | Austragungsort | Gold            | Silber             | Bronze                    |
| ---- | -------------- | --------------- | ------------------ | ------------------------- |
| 1998 | Bangkok        | Yang Ching-shun | Kunihiko Takahashi | Chao Fong-Pang            |
| 2002 | Busan          | Yang Ching-shun | Warren Kiamco      | Jeong Young-hwa           |
| 2006 | Doha           | Antonio Gabica  | Jeffrey de Luna    | Yang Ching-shun           |
| 2010 | Guangzhou      | Dennis Orcollo  | Warren Kiamco      | Jeong Young-hwa Ko Pin-yi |

#### 9-Ball Doppel
| Jahr | Austragungsort | Gold                                | Silber                         | Bronze                              |
| ---- | -------------- | ----------------------------------- | ------------------------------ | ----------------------------------- |
| 1998 | Bangkok        | Gandy Valle Romeo Villanueva        | Lai Chia-hsiung Chang Hao-ping | Anan Terananon Worawit Suriyasriwan |
| 2002 | Busan          | Francisco Bustamante Antonio Lining | Jeong Young-hwa Kim Won-suk    | Khaled al-Mutairi Aref al-Awadhi    |

#### Snooker Einzel
| Jahr | Austragungsort | Gold        | Silber       | Bronze                          |
| ---- | -------------- | ----------- | ------------ | ------------------------------- |
| 1998 | Bangkok        | Shokat Ali  | Sam Chong    | Chan Kwok Ming                  |
| 2002 | Busan          | Ding Junhui | Supoj Saenla | Chan Kwok Ming                  |
| 2006 | Doha           | Ding Junhui | Liang Wenbo  | Atthasit Mahitthi               |
| 2010 | Guangzhou      | Marco Fu    | Ding Junhui  | Aditya Mehta Dechawat Poomjaeng |

#### Snooker Doppel
| Jahr | Austragungsort | Gold                        | Silber                                | Bronze                              |
| ---- | -------------- | --------------------------- | ------------------------------------- | ----------------------------------- |
| 1998 | Bangkok        | Sam Chong Ooi Chin Kay      | Phaithoon Phonbun Noppadon Noppachorn | Shokat Ali Saleh Mohammad           |
| 2002 | Busan          | Yasin Merchant Rafath Habib | Marco Fu Au Chi Wai                   | Saleh Mohammad Naveen Perwani       |
| 2006 | Doha           | Ding Junhui Tian Pengfei    | Chan Wai Ki Marco Fu                  | Atthasit Mahitthi Phaithoon Phonbun |

#### Snooker Mannschaft
| Jahr | Austragungsort | Gold                                                     | Silber                                                                 | Bronze                                                        |
| ---- | -------------- | -------------------------------------------------------- | ---------------------------------------------------------------------- | ------------------------------------------------------------- |
| 1998 | Bangkok        | Hongkong Chan Kwok Ming Chan Wai Tat Marco Fu            | Thailand James Wattana Phaitoon Phonbun Tai Pichit Noppadon Noppachorn | Pakistan Shokat Ali Farhan Mirza Saleh Mohammadi              |
| 2002 | Busan          | Hongkong Chan Kwok Ming Marco Fu Fung Kwok Wai           | Volksrepublik China Ding Junhui Jin Long Pang Weiguo                   | Pakistan Saleh Mohammadi Naveen Perwani Muhammad Yousaf       |
| 2006 | Doha           | Volksrepublik China Ding Junhui Liang Wenbo Tian Pengfei | Hongkong Fung Kwok Wai Marco Fu Chan Wai Ki                            | Indien Aditya Mehta Yasin Merchant Rupesh Shah                |
| 2010 | Guangzhou      | Volksrepublik China Ding Junhui Liang Wenbo Tian Pengfei | Indien Brijesh Damani Aditya Mehta Yasin Merchant                      | Pakistan Shahram Changezi Imran Shahzad                       |
| 2010 | Guangzhou      | Volksrepublik China Ding Junhui Liang Wenbo Tian Pengfei | Indien Brijesh Damani Aditya Mehta Yasin Merchant                      | Thailand Noppadon Noppachorn James Wattana Thepchaiya Un-Nooh |

### Damen

#### 8-Ball Einzel
| Jahr | Austragungsort | Gold          | Silber       | Bronze                      |
| ---- | -------------- | ------------- | ------------ | --------------------------- |
| 2006 | Doha           | Lin Yuan-chun | Kim Ga-young | Pan Xiaoting                |
| 2010 | Guangzhou      | Liu Shasha    | Kim Ga-young | Chang Shu-han Chou Chieh-yu |

#### 9-Ball Einzel
| Jahr | Austragungsort | Gold         | Silber        | Bronze                    |
| ---- | -------------- | ------------ | ------------- | ------------------------- |
| 2006 | Doha           | Liu Shin-mei | Esther Kwan   | Pan Xiaoting              |
| 2010 | Guangzhou      | Pan Xiaoting | Chou Chieh-yu | Fu Xiaofang Lin Yuan-chun |

#### Six-Red-Snooker Einzel
| Jahr | Austragungsort | Gold        | Silber       | Bronze               |
| ---- | -------------- | ----------- | ------------ | -------------------- |
| 2010 | Guangzhou      | Chen Siming | Lai Hui-shan | Bi Zhuqing Ng On Yee |

#### Six-Red-Snooker Mannschaft
| Jahr | Austragungsort | Gold                                    | Silber                                              | Bronze                                                            |
| ---- | -------------- | --------------------------------------- | --------------------------------------------------- | ----------------------------------------------------------------- |
| 2010 | Guangzhou      | Hongkong Jaique Ip Ng On Yee So Man Yan | Volksrepublik China Bi Zhuqing Chen Siming Xue Chen | Thailand Suweenut Maungin Nicha Pathomekmongkhon Maliwan Sangklar |
| 2010 | Guangzhou      | Hongkong Jaique Ip Ng On Yee So Man Yan | Volksrepublik China Bi Zhuqing Chen Siming Xue Chen | Chinesisch Taipeh Chan Ya-ting Lai Hui-shan Liu Shin-mei          |

## Medaillenspiegel
| Platz  | Land                | Gold | Silber | Bronze | Gesamt |
| ------ | ------------------- | ---- | ------ | ------ | ------ |
| 1      | Chinesisch Taipeh   | 8    | 5      | 8      | 21     |
| 2      | Volksrepublik China | 8    | 4      | 4      | 16     |
| 3      | Indien              | 5    | 4      | 6      | 15     |
| 4      | Philippinen         | 4    | 4      | 1      | 9      |
| 5      | Japan               | 4    | 3      | 4      | 11     |
| 6      | Hongkong            | 4    | 3      | 3      | 10     |
| 7      | Thailand            | 3    | 4      | 7      | 14     |
| 8      | Südkorea            | 1    | 4      | 4      | 9      |
| 9      | Malaysia            | 1    | 3      | 0      | 4      |
| 10     | Vietnam             | 1    | 2      | 2      | 5      |
| 11     | Pakistan            | 1    | 0      | 5      | 6      |
| 12     | Myanmar             | 0    | 3      | 2      | 5      |
| 13     | Singapur            | 0    | 1      | 2      | 3      |
| 14     | Indonesien          | 0    | 0      | 1      | 1      |
| 14     | Kuwait              | 0    | 0      | 1      | 1      |
| Gesamt | Gesamt              | 40   | 40     | 50     | 130    |